# Аполлодор Афінський
Аполлодор Афінський (грец. Απολλόδωρος ο Αθηναίος; близько 180 — після 119 до н. е.) — давньогрецький елліністичний філолог, релігієзнавець і хронолог, автор «Хроніки» (від падіння Трої, 1184, до 119 до н. е.) — основного джерела нашого датування. Йому часто приписують твір «Міфологічна бібліотека» (найпопулярніший підручник грецької міфології в новий час), який є пізньою компіляцією I або II ст. н. е.

## Біографія
Молодість Аполлодор провів в Афінах, де навчався у стоїка Діогена Вавилонського. Потім мешкав в Олександрії, працював там під керівництвом Аристарха Самофракійського до 145 до н. е., коли Птолемей VIII вигнав учених зі своєї столиці. Аполлодор перебрався в Пергам, звідки через якийсь час повернувся до Афін.
Свій великий твір «Хроніки» в трьох книгах Аполлодор присвятив царю Пергама Атталу ІІ. Він охоплював період від Троянської війни (падіння Трої датувалося 1184/83 до н. е.) до епохи, сучасної авторові. У своїй роботі Аполлодор насамперед спирався на дослідження Ератосфена, опускаючи його математичні міркування. За деякими свідченнями саме він увів поняття «акме» (гр. «вершина»), тобто вищої точки людського життя, що приходиться, за уявленнями того часу, приблизно на 40 років. Це поняття було надзвичайно важливим для епохи, коли рідко вдавалося точно встановити дату народження і смерті відомої людини. Твір Аполлодора дуже різнобічний. В ньому викладено не лише факти, що відносилися до політичних подій, а й до культурної історії грецького світу. Автор, котрий не мав, як прийнято вважати, поетичних амбіцій, написав його ямбічним триметром, насамперед для того, щоб полегшити запам'ятовування відомостей, які містилися в ньому. Тому вони дійшли до нас, незважаючи навіть на зникнення самого твору, у вигляді численних цитат у пізніших письменників і коментаторів. Таким чином, ми зобов'язані Аполлодорові багатою інформацією про життя і творчість основних грецьких поетів і філософів.
Інша не збережена робота Аполлодора «Про богів» (Peri theon) у 24 книгах, містила результати досліджень автором уживаних Гомером імен і епітетів богів і їх значенням. Цей твір став важливим джерелом для пізніших філологів і коментаторів.
Третім твором Аполлодора був великий (12 книг) коментар до так званого «списку кораблів» з ІІ книги «Іліади» Гомера, відомий в основному з великих цитат у Страбона, що дозволяють побачити як скрупульозну точність роботи філолога, так і здоровий глузд, що утримав Аполлодора від алегоричної інтерпретації в дусі Кратета із Малла.
Інші, дрібніші твори Аполлодора також загинули. Однак під його ім'ям збереглася «Міфологічна бібліотека» (Бібліофіка), прозаїчний твір, що викладає в хронологічному порядку міфи: від початку часів до Одіссея і його нащадків. Була створена, імовірно, в І ст. н. е., але не має цінності як джерело. Її невідомого автора звичайно називають Псевдо-Аполлодором.